# Manitowoc megye
Manitowoc megye az Amerikai Egyesült Államokban, azon belül Wisconsin államban található. Megyeszékhelye és legnagyobb városa Manitowoc. Lakosainak száma 81 359 fő (2020. április 1.). Manitowoc megye Brown, Kewaunee, Sheboygan, Calumet, Mason és Manistee megyékkel határos.

## Népesség
A megye népességének változása:
| Lakosok száma | 81 290 | 81 135 | 80 813 | 80 654 | 79 806 | 81 359 |
|               | 2010   | 2011   | 2012   | 2013   | 2015   | 2020   |